# Eva Green
Eva Gaëlle Green, (IPA: [eva gaɛl ɡʁeːn] nascuda el 6 de juliol de 1980 a París), és una actriu francesa, educada a París i resident la major part del temps a Londres. Segons la revista Vogue destaca per les seves «mirades que maten, la seva intel·ligència i la seva modèstia» i ha estat descrita pel diari anglès The Independent com una persona «gòtica, inusual i sexy».
Filla de l'actriu Marlène Jobert, va treballar en el teatre abans de fer la seva primera pel·lícula Els somiadors (2003), dirigida per Bernardo Bertolucci. La fama, li va arribar per la seva participació en El regne del cel (2005), dirigida per Ridley Scott i el 2006 en la pel·lícula de James Bond Casino Royale, per la qual va guanyar un BAFTA. També ha fet de model per a diverses marques. Ha treballat amb altres realitzadors com Greg Araki o Roman Polanski, qui la va dirigir en el film Basada en fets reals (2017), confrontació entre dues dones amb l'objectiu d'explorar la relació tòxica entre una novel·lista en crisi creativa i una admiradora seva.

## Filmografia
| Any  | Pel·lícula                                  | Director                        | Personatge            | Notes         |
| ---- | ------------------------------------------- | ------------------------------- | --------------------- | ------------- |
| 2020 | The Luminaries                              | Claire McCarthy                 | Lydia Wells           | mini sèrie tv |
| 2019 | Dumbo                                       | Tim Burton                      | Colette Marchant      |               |
| 2019 | Proxima                                     | Alice Winocour                  | Sarah                 |               |
| 2017 | Basada en fets reals                        | Roman Polanski                  | Elle                  |               |
| 2017 | Euphoria                                    |                                 | Emilie                |               |
| 2016 | Miss Peregrine's Home for Peculiar Children | Tim Burton                      | Miss Peregrine        |               |
| 2014 | 300: Rise of an Empire                      | Noam Murro                      | Artemísia             |               |
| 2014 | White Bird in a Blizzard                    | Gregg Araki                     | Eve Connor            |               |
| 2014 | The Salvation                               | Kristian Levring                | Madelaine             |               |
| 2014 | Sin City: A Dame to Kill For                | Robert Rodriguez i Frank Miller | Ava Lord              |               |
| 2012 | Ombres tenebroses                           | Tim Burton                      | Angelique Bouchard    |               |
| 2011 | Perfect Sense                               | David Mackenzie                 | Susan                 |               |
| 2010 | Womb                                        | Benedek Fliegauf                | Rebecca               |               |
| 2009 | Cracks                                      | Jordan Scott                    | Miss G                |               |
| 2008 | Franklyn                                    | Gerald McMorrow                 | Emilia Bryant         |               |
| 2007 | La brúixola daurada (The Golden Compass)    | Chris Weitz                     | Serafina Pekkala      |               |
| 2006 | Casino Royale                               | Martin Campbell                 | Vesper Lynd           |               |
| 2005 | El regne del cel (Kingdom of Heaven)        | Ridley Scott                    | Sibil·la de Jerusalem |               |
| 2004 | Arsène Lupin                                | Jean-Paul Salomé                | Clarisse              |               |
| 2003 | Els somiadors (The Dreamers)                | Bernardo Bertolucci             | Isabelle              |               |